# Montividiu do Norte
Montividiu do Norte är en kommun i Brasilien.   Den ligger i delstaten Goiás, i den centrala delen av landet, 300 km norr om huvudstaden Brasília. Antalet invånare är 4 114.
Omgivningarna runt Montividiu do Norte är huvudsakligen savann. Runt Montividiu do Norte är det mycket glesbefolkat, med 3 invånare per kvadratkilometer.